# Inessa Armand
Inessa Armand (nume original: Elisabeth-Inès Stéphane d'Herbenville, n. 26 aprilie/8 mai 1874, Paris, Franța – d. 24 septembrie 1920, Nalchik Urban Okrug⁠(d), Cabardino-Balcaria, Rusia) a fost un om politic francez și o feministă care și-a petrecut cea mai mare parte a vieții în Rusia. Inessa Armand a fost fiica unui cântăreț de operă francez, Theodore Stephan, și a Nathaliei Wild, o englezoaică cu cetățeanie franceză. Tatăl ei a murit când Inessa avea numai 5 ani, lasându-și cele trei fete și soția fără sprijin material. Nathalia Wild s-a mutat cu fiicele la Londra, unde a început să dea lecții de canto și pian. Momentul de cotitură în viața Inessei Armand a reprezentat-o vizita făcută în 1879 la Moscova, la mătușa ei, care era profesoară de franceză și muzică.
Femeie tânără și talentată, cunoscătoae a limbilor franceză, engleză și rusă, excelentă pianistă, Inessa a devenit guvernantă. La vârsta de nouăsprezece ani s-a căsătorit cu Alexandr Evghenievici Armand, fiul unui negustor bogat. În următorii opt ani de zile a dus o viață conformă cu standardele înaltei socități moscovite, trăind în armonie cu soțul ei, (cu care a avut cinci copii), călătorind, citind foarte mult, (inclusiv literatură social-politică), ocupându-se cu actele caritabile, deschizând o școală pentru copii țăranilor și alăturându-se mișcării feministe careia i-a rămas credincioasă toată viața. Brusc, în 1905, și-a părăsit soțul pentru fratele mai tânăr al acestuia, Vladimir.
Încă din 1903, ea era implicată în activitățile ilegale ale Partidului Social Democrat al Muncii din Rusia. Inessa Armand a distribuit materiale de propagandă considerate subversive și în 1907 a fost arestată (pentru a treia oară) și a fost condamnată la doi ani de exil la Arhanghelsk. Ea a fost urmată în exil de Vladimir, dar acesta s-a îmbolnăvit de tuberculoză și a plecat la tratament în Elveția, unde a și murit în 1909.
Cu sprijinul financiar al tolerantului său soț, în 1909, după eliberarea din exil, Inessa a părăsit Rusia și s-a înscris la Universitatea din Bruxelles. S-a stabilit în același an la Paris, unde l-a cunoscut pe Lenin și pe alți bolșevici care trăiau în exil. Din acest moment, ea a trăit aproape nedespărțită de Lenin și soția lui. Legătura foarte apropiată care a avut-o cu Lenin, i-a făcut pe mulți istorici și biografi occidentali să presupună că ea a făcut parte dintr-un triunghi conjugal alături de liderul bolșevic și de soția acestuia.  Tonul foarte intim al corespondenței dintre Lenin și Inessa, prezența ei aproape neîntreruptă în preajma familiei acestuia, însemnările din jurnalul ei,  dau un oarecare fundament acestor speculații. Totuși, nu există nici o dovada de necontestat a unei relații extraconjugale a lui Lenin.
Inessa Armand a devenit în 1911 secretar al Comitetului pentru Organizațiile din Străinătate, care trebuia să coordoneze toate grupurile bolșevice din Europa de vest.  Ea s-a reîntors în Rusia în iulie 1912, pentru a ajuta la organizarea luptei bolșevicilor pentru pătrunderea în Dumă. Două luni mai târziu, a fost arestată și a fost închisă pentru o jumate de an.   La eliberare, în august 1913, ea s-a dus să locuiască alături de Lenin și soția acestuia, Nadejda Krupskaia, în Galiția. În această perioadă a început să lucreze la editarea ziarului Rabotnița (Muncitoarea).
Inessa Armand a fost revoltată de faptul că mulți socialiști europeni au susținut eforturile de război ale guvernelor lor. Ea s-a alăturat poziției lui Lenin și a făcut  propagandă antirazboinică și revoluționară, îndemnând soldații să înceteze luptele, să întoarca armele împotriva conducătorilor militari și politici și să declanșeze revoluția socialistă. În martie 1915, ea s-a dus în Elveția, unde a organizat Conferința Internațională a Femeilor Socialiste, o întrunire antirăzboinică.
Pe 1 martie 1917, țarul Nicolae al II-lea a abdicat, lăsând toată puterea în mâinile Guvernului Provizoriu. Bolșevicii din exil erau în acel moment disperați să se reîntoarcă în Rusia, pentru a nu rămâne în afara vieții politice din țară. Ministrul de externe german, care spera că prezență la Petrograd a radicalilor bolșevici va ajuta încheierea unei păci separate pe frontul de est, a oferit fonduri substanțiale și un tren special, sigilat, pentru V.I.Lenin, I. Armand și alți 26 de revoluționari ruși din exil, cu care aceștia au calătorit nestingheriți din Elveția, prin toată  Germania aflate în plin război, prin Suedia și Finlanda, până în capitala Rusiei.
După Revoluția din Octombrie, Inessa Armand a fost un critic ferm al deciziei guvernului sovietic de a semna Pacea de la Brest-Litovsk. După preluarea puterii de către bolșevici, a fost membru plin al Comitetului Central și al Consiliului Economic Provincial din Moscova. În 1919 a plecat în Franța unde a negociat repatrierea soldaților ruși.
La întoarcerea la Petrograd, a devenit director al Jenotdel, o organizație care milita pentru egalitatea femeilor în partidul comunist și în sindicate. Ea a fost de asemenea președintele primei Conferințe Internaționale a Femeilor Comuniste  ținute în 1920. La scurtă vreme, în timpul unui concediu în nordul Caucazului, s-a îmbolnăvit de holeră și a murit pe 24 septembrie 1920.
Pesonajul Inessa Armand a fost portretizat în filmul  Lenin în Paris (1981 în regia lui Serghei Iutkevici; În rolurile principale: Iuri Kajurov (Lenin), Claude Jade (Inessa Armand).